# Radio Libertaire

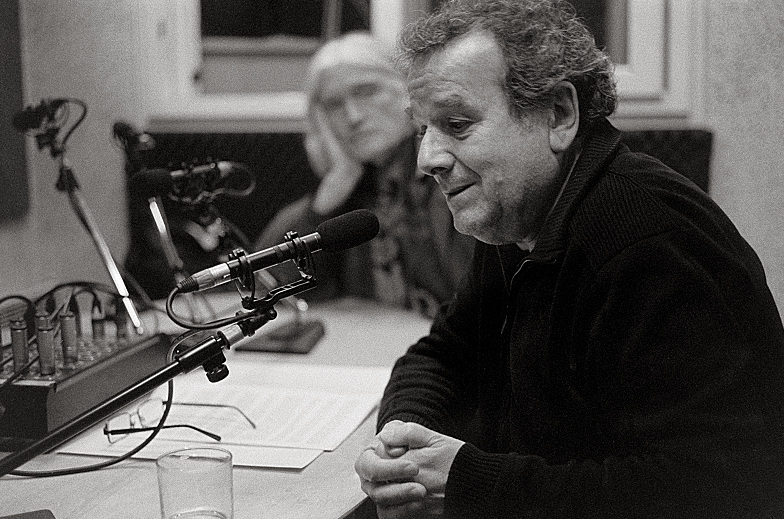
Studio von Radio Libertaire, 2013

Radio Libertaire (dt. libertäres Radio) ist der in Paris ansässige Hörfunksender der französischen Anarchistischen Föderation (Fédération anarchiste). Radio Libertaire ist das älteste existierende anarchistische Radio der Welt. In Paris ist Radio Libertaire über UKW-Rundfunk und weltweit als Internetradio empfangbar.

## Programm
Radio Libertaire wird von ca. 150 bis 200 Aktivisten ehrenamtlich betrieben, finanziert sich durch Spenden und sendet keine Werbung. Die Debattenkultur und Mitarbeit bei diesem Radio steht auch nicht in der Fédération anarchiste organisierten Initiativen, Organisationen und Personen offen. Das 24-stündige Programm mit nächtlicher sechsstündiger Wiederholung besteht aus Musik- und Kultursendungen, Talks, Informations- und Satiresendungen.
Radio Libertaire ist einer der wenigen Radiosender weltweit, die regelmäßig eine Sendung in der Plansprache Esperanto im Programm haben. Radio espéranto aus dem Umfeld der Sennacieca Asocio Tutmonda sendet wöchentlich ein anderthalbstündiges, zweisprachiges Programm (Esperanto/französisch). Der Esperantist und SAT-Aktivist Yves Peyraut war einer der Mitgründer des Senders.

## Geschichte
Radio Libertaire wurde im Mai 1981 nach einer langen Debatte innerhalb der Fédération anarchiste gegründet. Zuvor hatte es schon mit Radio Trottoir in Toulon und Radio Alarme in Évry anarchistische Radios in Frankreich gegeben. Am 1. September 1981 nahmen sechs Personen aus einem kleinen, feuchten Keller im Montmartre den offiziellen Sendebetrieb auf.
1983 beschloss die französische Regierung eine Neuregelung der Rundfunkbänder. Vielen Radiosendern, darunter Radio Libertaire, wurde der Sendebetrieb untersagt. Am 28. August 1983 kappte die CRS die Antennen und schlug und verhaftete die Aktivisten trotz Anwesenheit vieler Hörer. Am folgenden 3. September demonstrierten 5000 Personen für die Wiederaufnahme des Sendebetriebs, der gleichzeitig mit Berichten über diese Demonstration auch wieder begann.
Um 1998 zog Radio Libertaire an einen neuen Ort mit zwei Studios, so dass Sendungen auch vorproduziert werden können. Seit 2003 ist Radio Libertaire weltweit als Livestream empfangbar.